# Elektrizitätswerk Minden-Ravensberg

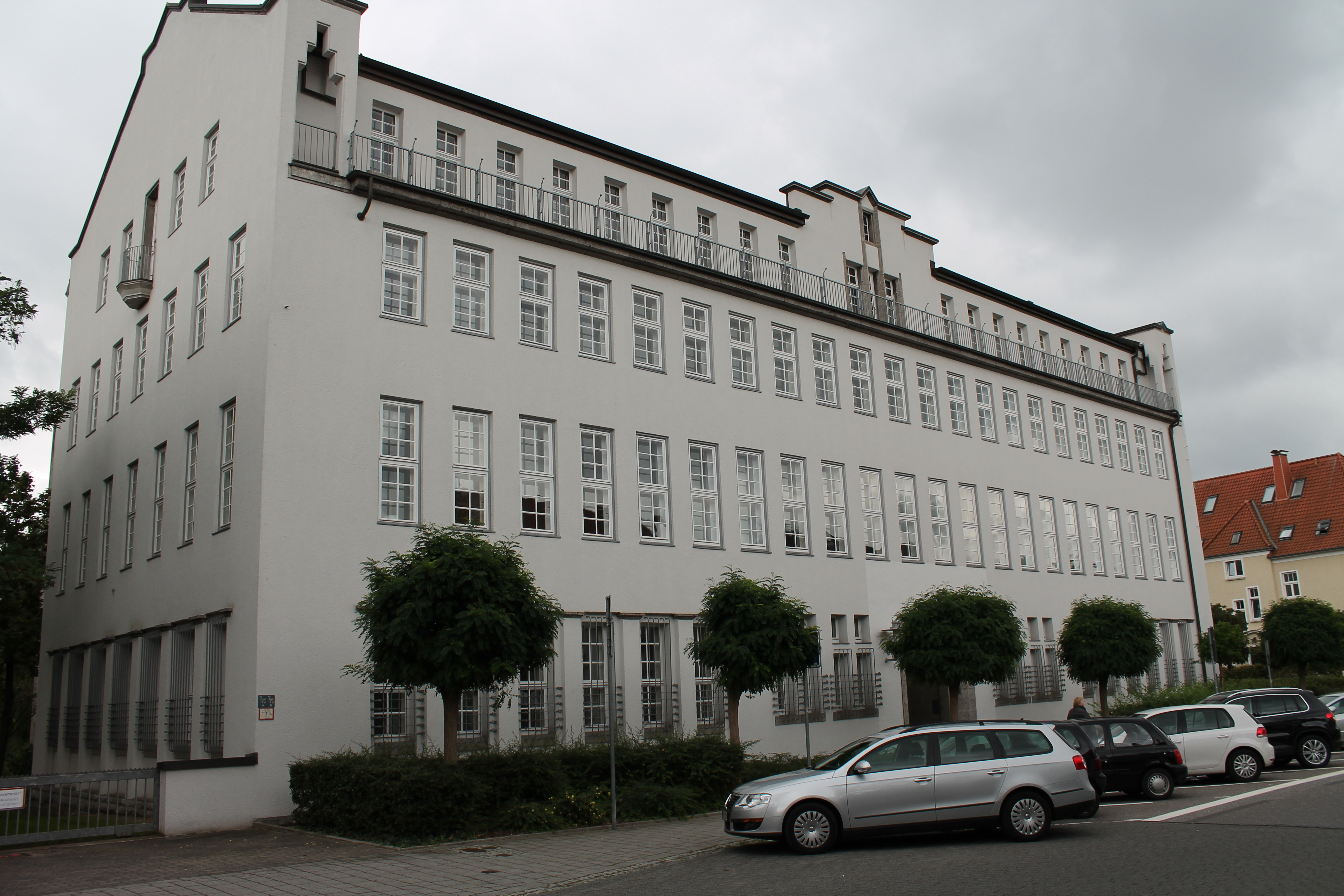
Ehemalige EMR-Hauptverwaltung an der Bielefelder Straße in Herford

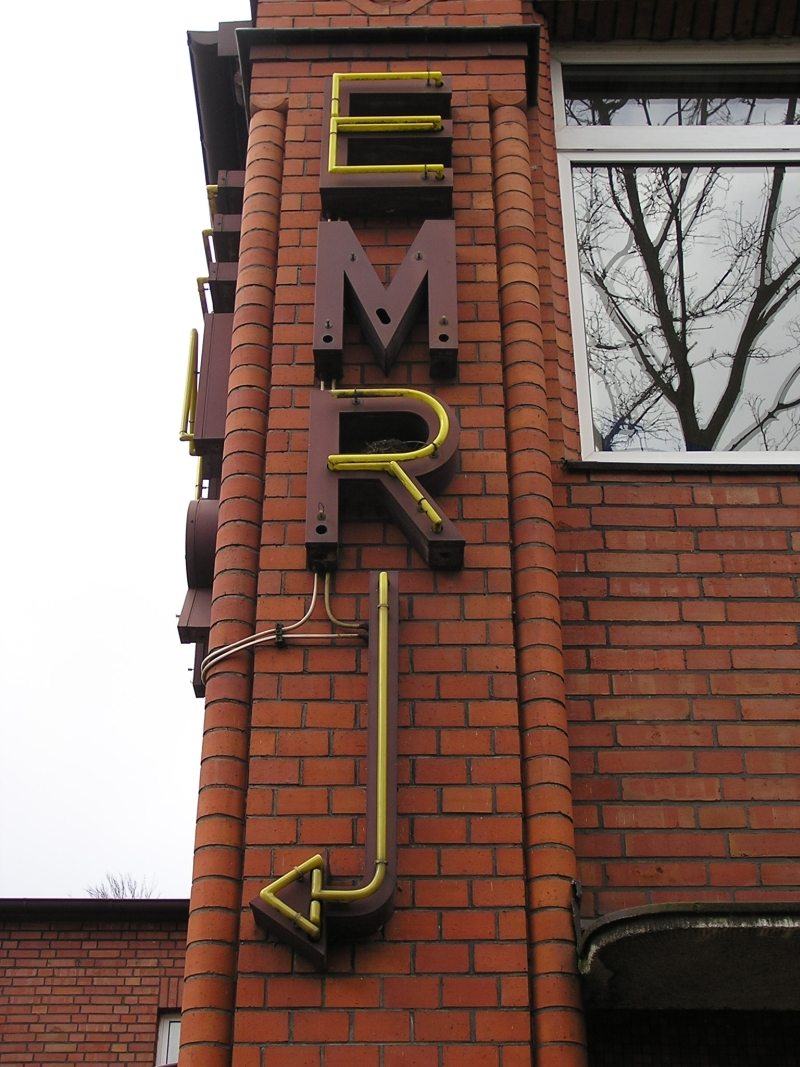
Altes EMR-Logo an einem ehemaligen EMR-Gebäude an der Mindener Hermanstraße 2007

Die Elektrizitätswerk Minden-Ravensberg GmbH (EMR) mit dem Hauptsitz in Herford war eine Elektrizitätsgesellschaft und wurde 1909 in Ostwestfalen gegründet. Sie versorgte als regionaler Stromversorger den Kreis Herford, den ehemaligen Kreis Minden im nördlichen Ostwestfalen und Schaumburg-Lippe sowie weitere Teile des angrenzenden Niedersachsen mit Energie und betrieb eine Verkehrsabteilung. 2003 fusionierte sie mit zwei weiteren Unternehmen (Elektrizitätswerk Wesertal GmbH, Hameln, und PESAG, Paderborn) zur E.ON Westfalen Weser AG.

## Geschichte
1907 kamen beim Herforder Landrat Franz von Borries erste Überlegungen zum Bau einer stromerzeugenden Überlandzentrale auf. Unterstützung fand er beim Mindener Landrat Franz Cornelsen, die gemeinsam überzeugt waren, dass die Elektrizität die wichtigste Energiequelle der Zukunft sein würde. Am 4. März 1909 wurde daher die „Elektrizitätswerk Minden-Ravensberg GmbH“ mit einem Stammkapital von 1,5 Millionen Mark gegründet. Zweck des Gemeinschaftsunternehmens waren Erzeugung und Verwertung elektrischer Energie sowie Lieferung des Stromes ohne jeden Zwischenhandel bis zur letzten Verbrauchsstelle. Da ausschließlich kommunale Beteiligungen bestanden, waren alle straßen- und wegebesitzenden Gemeinden involviert, die als öffentlich-rechtlicher Zweckverband gemeinnützig, allerdings mit eindeutigem Bekenntnis zur kaufmännischen Geschäftsführung auftraten.
In Kirchlengern wurde 1910 das Steinkohlekraftwerk Kirchlengern mit zwei Blöcken von 1.000 bzw. 700 Kilowatt gebaut, die Drehstrom mit einer Spannung von 6.000 Volt abgaben. Das damals 110 Kilometer lange Netz brachte den vom Kraftwerk erzeugten Drehstrom zu den Verbrauchern, wobei zuvor der Strom noch in Transformatoren- und Schaltstationen in Kraftstrom (380 Volt) und Lichtstrom von 220 Volt transformiert wurde. 
Die Anschlusszahlen erhöhten sich in Folge stark, sodass 1912 ein dritter 1000-kW-Block im Kraftwerk Kirchlengern gebaut wurde.
Das Versorgungsgebiet erweiterte sich durch den Beitritt des Landes Schaumburg-Lippe, das aber 1931 nach Fehlspekulationen in finanzielle Bedrängnis geriet. Das EMR übernahm daraufhin die Kapitalbeteiligung des Landes, um den Eintritt fremder Gesellschafter zu verhindern.
1939 wurde das Umspannwerk Minden-Meißen gebaut. 
1952 schloss sich EMR mit den benachbarten kommunalen Stromversorgern Wesertal und Stadtwerke Bielefeld zusammen; sie gründeten die Interessen- und Arbeitsgemeinschaft Interargem. Diese baute ab dem gleichen Jahr das Gemeinschaftskraftwerk Weser  auf Steinkohlebasis in Veltheim in der Nähe von Vlotho auf. Es hatte eine Leistung von zunächst 550 kW und wurde teilweise durch politischen Druck (300-MW-Erlass des Bundeswirtschaftsministeriums aus dem Jahre 1964) Schritt für Schritt erweitert. Im März 2015 wurde das Kraftwerk stillgelegt.
Ab 1970 stieg das EMR über Beteiligungsfirmen in die Kernkraftwerkstechnik ein und baute an den Kernkraftwerken THTR-300 in Hamm (Stadtteil Schmehausen) an der Lippe und in Grohnde an der Weser mit. Das erste wurde nach fünfjähriger Betriebszeit 1989 endgültig stillgelegt, das AKW Grohnde produziert immer noch Strom für die EMR bzw. für die Nachfolgegesellschaft E.ON Westfalen Weser.

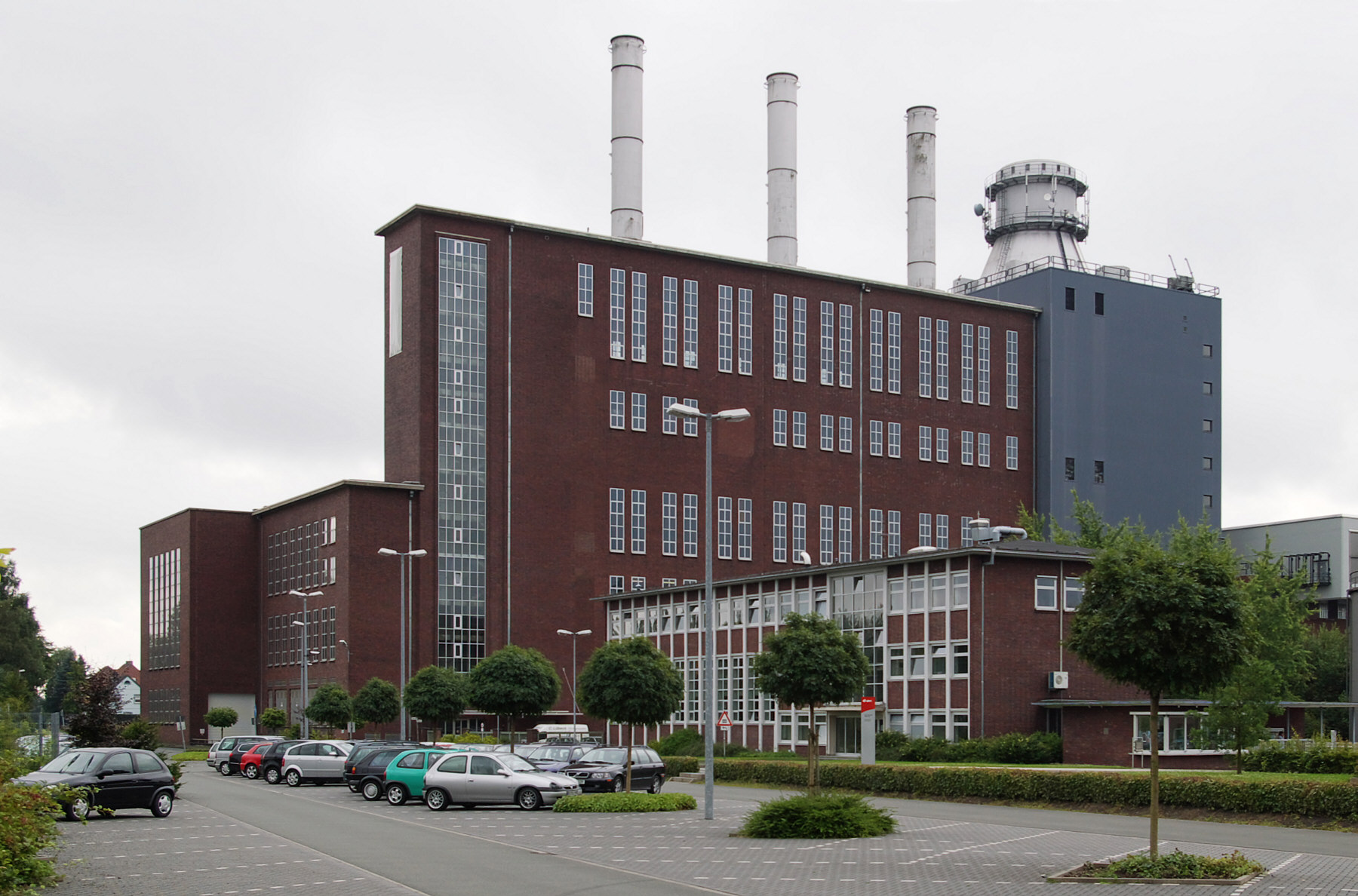
Kraftwerk Kirchlengern

Ab den 1990er Jahren kamen die ersten regenerativen Energieanlagen zur EMR, so die ersten Windkraftanlagen in der Herforder Region, Solaranlagen und eine viel beachtete Abwärme-Nutzung.
1998 gründete EMR die Telekommunikationsgesellschaft Teleos.
Die EMR versuchte das Geschäftsfeld auszuweiten und bot auch in den Bereichen Verkehr, Entsorgung, Gas/Wasser, Telekommunikation und Engineering ihre Dienste an.
2002 wurden in Vorbereitung der Fusion mit E.ON die gesamten Anteile an den Stadtwerken Minden übernommen.

## EMR Kraftverkehrsabteilung
Der EMR Kraftverkehr bediente ab 1926 in einem Teil Ostwestfalens den öffentlichen Personennahverkehr. Er war Betreiber der Herforder Kleinbahn, deren Strecke Anfang der 1930er Jahre elektrifiziert wurde. Die Stilllegung des letzten Teilstücks dieser Bahn erfolgte 1966. 1914 wurde die "Straßenbahn Minden GmbH" als Tochtergesellschaft des Elektrizitätswerks Minden-Ravensberg gegründet. Von 1928 bis Ende 1959 betrieb der EMR Kraftverkehr die Straßenbahn Minden, zwischen 1953 und 1965 schließlich auch den Oberleitungsbus Minden. Das Überlandbusnetz versorgte in den Kreisen Minden-Lübbecke und Herford hauptsächlich Strecken zwischen Herford, Spenge, Bad Oeynhausen, Vlotho, Hille und Minden. Dazu kamen Stadtlinien in den größeren Städten.
Am 1. Januar 1982 wurde die Verkehrsbetriebe Minden-Ravensberg GmbH (VMR) als Tochtergesellschaft der EMR gegründet, an denen die EMR 61 Prozent und die Städte Minden und Herford gemeinsam 39 Prozent Kapital hielten. Die VMR wurde im Januar 2002 an die üstra Hannoversche Verkehrsbetriebe bzw. intalliance verkauft. Diese veräußerte sie dann 2008 an Rhenus Veniro. Aus wirtschaftlichen Gründen wurde im Sommer 2010 die Stilllegung der VMR zum 30. Juni 2011 beschlossen. An der Neuausschreibung der Busnetze in der Region beteiligten sich die VMR nicht mehr.

## Fusion
Am 1. Oktober 2003 ging es durch Fusion der drei Stromversorger PESAG (Paderborn), Elektrizitätswerk Minden-Ravensberg GmbH (Herford) und Elektrizitätswerk Wesertal (Hameln) in der Nachfolgegesellschaft E.ON Westfalen Weser auf.

## Rekommunalisierung
Zu Mitte des ersten Jahrzehnts des 21. Jahrhunderts laufen die Konzessionsverträge der EON-Westfalen mit den Gemeinden aus und müssen verlängert werden. Daher gibt es unter den neuen Gesichtspunkten "erneuerbare Energien", "lokale Netze" und nicht zuletzt "Gewinne aus gut wirtschaftenden Stromgesellschaften" in vielen Gemeinden Überlegungen, die in ihrem Gebiete liegenden Teile zu rekommunalisieren.
So überlegen die Stadtwerke Porta Westfalica, das Stromnetz wieder zu erwerben. Hier gibt es Gespräche mit den Nachbargemeinden Herford und Bünde, um ein gemeinsames Klein-EMR zu gründen.
Vor einiger Zeit war schon bekannt geworden, dass auch die Stadt Minden Überlegungen trägt, ihre Stadtwerke Minden neu zu gründen und die Stromnetze wieder zu übernehmen.

## Betriebskrankenkasse
Für die Beschäftigten wurde im Jahr 1914 eigens die Betriebskrankenkasse EMR (Elektrizitätswerk Minden-Ravensberg GmbH) gegründet. Diese bestand nach einem Zusammenschluss mit der Betriebskrankenkasse des Kreises Herford unter dem Namen BKK Herford Minden Ravensberg weiter. 2022 fusionierte sie mit der BKK Melitta Plus zur BKK Melitta HMR.